# Hector Jiménez
Hector O. Jiménez (Bell Gardens, Californië, 3 november 1988) is een Amerikaanse voetballer die bij voorkeur als vleugelspeler uitkomt. Hij verruilde in 2014 Los Angeles Galaxy voor Columbus Crew. 

## Clubcarrière
Jiménez werd op 15 januari 2011 in de tweede ronde van de MLS SuperDraft 2011 als vierendertigste gekozen door Los Angeles Galaxy. Hij maakte op 4 oktober 2011 zijn debuut in een wedstrijd die met 2-0 verloren werd van New York Red Bulls. Zijn eerste doelpunt voor Los Angeles maakte hij op 23 mei 2012 tegen San Jose Earthquakes, een wedstrijd die uiteindelijk met 3-2 verloren ging. In 2012 startte hij een groot aantal wedstrijden in de basis totdat tegen het einde van het seizoen Christian Wilhelmsson bij de club tekende. Door de komst van Wilhelmsson zag Jiménez het aantal speelminuten afnemen. In 2013 kreeg Jiménez echter opnieuw een kans. Wilhelmsson had in die tijd de club verlaten en door het vertrek van Mike Magee naar Chicago Fire kwam er op het middenveld een plek vrij die werd ingevuld door Jiménez.
Op 14 januari 2014 werd hij naar Columbus Crew gestuurd. Hij maakte zijn debuut op 9 maart 2014 in de met 0-3 gewonnen uitwedstrijd tegen DC United.